# Sáp
Sáp is een plaats (község) en gemeente in het Hongaarse comitaat Hajdú-Bihar. Sáp telt 1046 inwoners (2001).